# Mistrovství světa ve fotbale klubů 2000
Mistrovství světa ve fotbale klubů 2000 bylo prvním MS klubů v historii a hrálo se od 5. do 14. ledna 2000 v Brazílii. Po odehrání tohoto ročníku bylo konání turnaje z finančních důvodů pozastaveno a další ročník se konal až v roce 2005.
Vítězem se stal tým Corinthians.

## Kvalifikované týmy
| Tým                | Konfederace | Způsob kvalifikace                       |
| ------------------ | ----------- | ---------------------------------------- |
| Al-Nassr           | AFC         | Vítěz Asijského superpoháru 1998         |
| Corinthians        | CONMEBOL    | Vítěz Brazilské ligy 1998                |
| Manchester United  | UEFA        | Vítěz Liga mistrů UEFA 1998/1999         |
| Club Necaxa        | CONCACAF    | Vítěz CONCACAF Champions' Cup 1999       |
| Raja Casablanca    | CAF         | Vítěz Ligy mistrů CAF 1999               |
| Real Madrid        | UEFA        | Vítěz Interkontinentálního poháru 1998   |
| South Melbourne FC | OFC         | Vítěz Klubového mistrovství Oceánie 1999 |
| CR Vasco da Gama   | CONMEBOL    | Vítěz Poháru osvoboditelů 1998           |

## Základní skupiny

### Skupina A
| Tým             | Z | V | R | P | VG | IG | +/- | B |
| --------------- | - | - | - | - | -- | -- | --- | - |
| Corinthians     | 3 | 2 | 1 | 0 | 6  | 2  | +4  | 7 |
| Real Madrid     | 3 | 2 | 1 | 0 | 8  | 5  | +3  | 7 |
| Al-Nassr        | 3 | 1 | 0 | 2 | 5  | 8  | −3  | 3 |
| Raja Casablanca | 3 | 0 | 0 | 3 | 5  | 9  | −4  | 0 |

| 5. ledna 2000 18:45                  |        |                          |                                                                              |
| Real Madrid                          | 3 – 1  | Al-Nassr                 | Estádio do Morumbi, São Paulo diváci: 12 000 rozhodčí: Óscar Ruiz (Kolumbie) |
| Anelka 21' Raúl 61' Sávio 69' (pen.) | Report | Al-Husseini 45+1' (pen.) | Estádio do Morumbi, São Paulo diváci: 12 000 rozhodčí: Óscar Ruiz (Kolumbie) |

| 5. ledna 2000 21:15          |        |                 |                                                                                 |
| Corinthians                  | 2 – 0  | Raja Casablanca | Estádio do Morumbi, São Paulo diváci: 23 000 rozhodčí: Stefano Braschi (Itálie) |
| Luizão 50' Fábio Luciano 64' | Report |                 | Estádio do Morumbi, São Paulo diváci: 23 000 rozhodčí: Stefano Braschi (Itálie) |

| 7. ledna 2000 18:45 |        |                  |                                                                                   |
| Real Madrid         | 2 – 2  | Corinthians      | Estádio do Morumbi, São Paulo diváci: 55 000 rozhodčí: William Mattus (Kostarika) |
| Anelka 19', 71'     | Report | Edílson 28', 64' | Estádio do Morumbi, São Paulo diváci: 55 000 rozhodčí: William Mattus (Kostarika) |

| 7. ledna 2000 21:15                                 |        |                                               |                                                                                |
| Raja Casablanca                                     | 3 – 4  | Al-Nassr                                      | Estádio do Morumbi, São Paulo diváci: 3 000 rozhodčí: Derek Rugg (Nový Zéland) |
| Al Dosari 24' (vl.) El Moubarki 66' El Karkouri 73' | Report | Al Amin 4' Bahja 63' Al-Husseini 64' Saïb 85' | Estádio do Morumbi, São Paulo diváci: 3 000 rozhodčí: Derek Rugg (Nový Zéland) |

| 10. ledna 2000 18:45                |        |                            |                                                                                     |
| Real Madrid                         | 3 – 2  | Raja Casablanca            | Estádio do Morumbi, São Paulo diváci: 18 000 rozhodčí: Horacio Elizondo (Argentina) |
| Hierro 49' Morientes 53' Geremi 88' | Report | Achami 28' Moustaoudia 59' | Estádio do Morumbi, São Paulo diváci: 18 000 rozhodčí: Horacio Elizondo (Argentina) |

| 10. ledna 2000 21:15 |        |                           |                                                                              |
| Al-Nassr             | 0 – 2  | Corinthians               | Estádio do Morumbi, São Paulo diváci: 31 000 rozhodčí: Dick Jol (Nizozemsko) |
|                      | Report | Ricardinho 24' Rincón 81' | Estádio do Morumbi, São Paulo diváci: 31 000 rozhodčí: Dick Jol (Nizozemsko) |

### Skupina B
| Tým               | Z | V | R | P | VG | IG | +/- | B |
| ----------------- | - | - | - | - | -- | -- | --- | - |
| Vasco da Gama     | 3 | 3 | 0 | 0 | 7  | 2  | +5  | 9 |
| Necaxa            | 3 | 1 | 1 | 1 | 5  | 4  | +1  | 4 |
| Manchester United | 3 | 1 | 1 | 1 | 4  | 4  | 0   | 4 |
| South Melbourne   | 3 | 0 | 0 | 3 | 1  | 7  | −6  | 0 |

| 6. ledna 2000 18:15 |        |                |                                                                                           |
| Manchester United   | 1 – 1  | Necaxa         | Estádio do Maracanã, Rio de Janeiro diváci: 50 000 rozhodčí: Horacio Elizondo (Argentina) |
| Yorke 88'           | Report | Montecinos 14' | Estádio do Maracanã, Rio de Janeiro diváci: 50 000 rozhodčí: Horacio Elizondo (Argentina) |

| 6. ledna 2000 20:45    |        |                 |                                                                                    |
| Vasco da Gama          | 2 – 0  | South Melbourne | Estádio do Maracanã, Rio de Janeiro diváci: 66 000 rozhodčí: Dick Jol (Nizozemsko) |
| Felipe 53' Edmundo 86' | Report |                 | Estádio do Maracanã, Rio de Janeiro diváci: 66 000 rozhodčí: Dick Jol (Nizozemsko) |

| 8. ledna 2000 18:15 |        |                              |                                                                                 |
| Manchester United   | 1 – 3  | Vasco da Gama                | Estádio do Maracanã, Rio de Janeiro diváci: 73 000 rozhodčí: Saad Mane (Kuvajt) |
| Butt 81'            | Report | Romário 24', 26' Edmundo 43' | Estádio do Maracanã, Rio de Janeiro diváci: 73 000 rozhodčí: Saad Mane (Kuvajt) |

| 8. ledna 2000 20:45 |        |                                                      |                                                                                   |
| South Melbourne     | 1 – 3  | Necaxa                                               | Estádio do Maracanã, Rio de Janeiro diváci: 5 000 rozhodčí: Falla Ndoye (Senegal) |
| Anastasiadis 45+2'  | Report | Montecinos 19' (pen.) Delgado 29' Cabrera 79' (pen.) | Estádio do Maracanã, Rio de Janeiro diváci: 5 000 rozhodčí: Falla Ndoye (Senegal) |

| 11. ledna 2000 18:15 |        |                 |                                                                                       |
| Manchester United    | 2 – 0  | South Melbourne | Estádio do Maracanã, Rio de Janeiro diváci: 25 000 rozhodčí: Stefano Braschi (Itálie) |
| Fortune 8', 20'      | Report |                 | Estádio do Maracanã, Rio de Janeiro diváci: 25 000 rozhodčí: Stefano Braschi (Itálie) |

| 11. ledna 2000 20:45 |        |                       |                                                                                    |
| Necaxa               | 1 – 2  | Vasco da Gama         | Estádio do Maracanã, Rio de Janeiro diváci: 45 000 rozhodčí: Óscar Ruiz (Kolumbie) |
| Aguinaga 5'          | Report | Odvan 14' Romário 69' | Estádio do Maracanã, Rio de Janeiro diváci: 45 000 rozhodčí: Óscar Ruiz (Kolumbie) |

## O 3. místo
| 14. ledna 2000 17:00 |                |             |                                                                                    |
| Real Madrid          | 1 – 1 (prodl.) | Necaxa      | Estádio do Maracanã, Rio de Janeiro diváci: 35 000 rozhodčí: Óscar Ruiz (Kolumbie) |
| Raúl 15'             | Report         | Delgado 58' | Estádio do Maracanã, Rio de Janeiro diváci: 35 000 rozhodčí: Óscar Ruiz (Kolumbie) |

|                                           |       | Penaltový rozstřel                     |  |
| Eto'o Helguera McManaman Morientes Dorado | 3 – 4 | Vázquez Cabrera Perez Aguinaga Delgado |  |

## Finále
| 14. ledna 2000 20:00 |                |             |                                                                                    |
| Vasco da Gama        | 0 – 0 (prodl.) | Corinthians | Estádio do Maracanã, Rio de Janeiro diváci: 73 000 rozhodčí: Dick Jol (Nizozemsko) |
|                      | Report         |             | Estádio do Maracanã, Rio de Janeiro diváci: 73 000 rozhodčí: Dick Jol (Nizozemsko) |

|                                              |       | Penaltový rozstřel                           |  |
| Romário Alex Oliveira Gilberto Viola Edmundo | 3 – 4 | Rincón Fernando Baiano Luizão Edu Marcelinho |  |

## Vítěz
| Mistrovství světa ve fotbale klubů 2000 Corinthians První titul Dida, Índio, Adilson, Fábio Luciano, Kléber, Vampeta, Freddy Rincón , Marcelinho, Ricardinho, Edílson, Luizão, Edu, Gilmar, Fernando Baiano Trenér: Oswaldo de Oliveira |